# Vietnam op de Olympische Zomerspelen 2004
Vietnam nam deel aan de Olympische Zomerspelen 2004 in Athene, Griekenland. In tegenstelling tot de vorige editie werd dit keer geen medaille gewonnen.

## Deelnemers & Resultaten
(m) = mannen, (v) = vrouwen 
| Sport         | Olympiër (deelname)          | Discipline             | Resultaat    | Prestatie |
| ------------- | ---------------------------- | ---------------------- | ------------ | --- |
| Atletiek      | Le Van Duong                 | 800 m (m)              | 64e tijd     | 1R serie 2: 1.49,81 NR |
| Atletiek      | Bùi Thị Nhung                | hoogspringen (v)       | 33e          | kwalificatie groep A: 1,80 m (16e) |
| Gewichtheffen | Nguyen Thi Thiet             | tot 63 kg (v)          | 6e           | 205,0 kg (trekken 95,0 / stoten 110,0) |
| Kanovaren     | Doan Thi Cach                | K1 500 m (v)           | 20e          | serie 1: 2.06,126 (7e) HF 2: 2.06,692 (8e) |
| Roeien        | Pham Thi Hien Nguyen Thi Thi | lichte dubbel-twee (v) | 18e          | serie 1: 7.42,43 (6e) herkansing 1: 7.35,29 (5e) C finale: 8.14,80 (6e) |
| Schietsport   | Nguyen Manh Tuong            | 10 m luchtpistool (m)  | 41e          | kwalificatie: 568 punten |
| Taekwondo     | Nguyen Quoc Huan             | tot 58 kg (m)          | halve finale | 1/8F: won van Seyfula Magomedov (Rus) (12-10) KF: won van Paul Green (Gbr) (4-2) HF: verloor van Oscar Francisco Salazar Blanco (Mex) herkansing, 2R: verloor van Juan Ramos (Esp) (0-8) |
| Taekwondo     | Nguyen Van Hung              | tot 80 kg (m)          | kwart finale | 1/8F: won van Teemu Heino (Fin) (8-5) KF: verloor van Ibrahim Kamal (Jor) (2-4) |
| Tafeltennis   | Doan Kien Quoc               | enkelspel (m)          | 1e ronde     | 1R: verloor van Min Yang (Ita) (5-11, 13-11, 7-11, 5-11, 5-11) |
| Zwemmen       | Nguyen Huu Viet              | 100 m school (m)       | 52e tijd     | series: 1.06,70 |

Afghanistan · Albanië · Algerije · Amerikaanse Maagdeneilanden · Amerikaans-Samoa · Andorra · Angola · Antigua en Barbuda · Argentinië · Armenië · Aruba · Australië · Azerbeidzjan · Bahama's · Bahrein · Bangladesh · Barbados · België · Belize · Benin · Bermuda · Bhutan · Bolivia · Bosnië en Herzegovina · Botswana · Brazilië · Britse Maagdeneilanden · Brunei · Bulgarije · Burkina Faso · Burundi · Cambodja · Canada · Centraal-Afrikaanse Republiek · Chili · China · Chinees Taipei · Colombia · Comoren · Congo-Brazzaville · Congo-Kinshasa · Cookeilanden · Costa Rica · Cuba · Cyprus · Denemarken · Djibouti · Dominica · Dominicaanse Republiek · Duitsland · Ecuador · Egypte · El Salvador · Equatoriaal-Guinea · Eritrea · Estland · Ethiopië · Fiji · Filipijnen · Finland · Frankrijk · Gabon · Gambia · Georgië · Ghana · Grenada · Griekenland · Groot-Brittannië · Guam · Guatemala · Guinee · Guinee‑Bissau · Guyana · Haïti · Honduras · Hongarije · Hongkong · Ierland · IJsland · India · Indonesië · Irak · Iran · Israël · Italië · Ivoorkust · Jamaica · Japan · Jemen · Jordanië · Kaaimaneilanden · Kaapverdië · Kameroen · Kazachstan · Kenia · Kirgizië · Kiribati · Koeweit · Kroatië · Laos · Lesotho · Letland · Libanon · Liberia · Libië · Liechtenstein · Litouwen · Luxemburg · Macedonië · Madagaskar · Malawi · Malediven · Maleisië · Mali · Malta · Marokko · Mauritanië · Mauritius · Mexico · Micronesië · Moldavië · Monaco · Mongolië · Mozambique · Myanmar · Namibië · Nauru · Nederland · Nederlandse Antillen · Nepal · Nicaragua · Nieuw-Zeeland · Niger · Nigeria · Noord-Korea · Noorwegen · Oeganda · Oekraïne · Oezbekistan · Oman · Oostenrijk · Oost‑Timor · Pakistan · Palau · Palestina · Panama · Papoea-Nieuw-Guinea · Paraguay · Peru · Polen · Portugal · Puerto Rico · Qatar · Roemenië · Rusland · Rwanda · Saint Kitts en Nevis · Saint Lucia · Saint Vincent en Grenadines · Salomonseilanden · Samoa · San Marino · Sao Tomé en Principe · Saoedi-Arabië · Senegal · Servië en Montenegro · Seychellen · Sierra Leone · Singapore · Slovenië · Slowakije · Soedan · Somalië · Spanje · Sri Lanka · Suriname · Swaziland · Syrië · Tadzjikistan · Tanzania · Thailand · Togo · Tonga · Trinidad en Tobago · Tsjaad · Tsjechië · Tunesië · Turkije · Turkmenistan · Uruguay · Vanuatu · Venezuela · Verenigde Arabische Emiraten · Verenigde Staten · Vietnam · Wit-Rusland · Zambia · Zimbabwe · Zuid-Afrika · Zuid-Korea · Zweden · Zwitserland